# Zhuozhou
Zhuozhou (chiń. 涿州市) – miasto w środkowej części Chin, w prowincji Hebei. Według danych na 2010 rok miasto zamieszkiwało 260 493 osób.